# Piața Unirii din București
Piața Unirii este situată în sectorul 3 din București, la intersecția dintre Bd. I. C. Brătianu, Bd. Unirii, Bd. D. Cantemir, Bd. Regina Maria, Bd. C. Coposu și Splaiul Unirii.
Piața a purtat diferite denumiri. În secolul al XIX-lea, s-a numit Piața Mare. După Marea Unire din 1918 s-a numit Piața Națiunii. În anii 1930 numele a fost Piața „8 iunie”, ziua în care regele Carol al II-lea a urcat pe tron. Apoi s-a numit Piața „6 septembrie”, ziua în care regele Mihai a urcat pe tron. Din anul 1950 s-a numit Piața „28 martie”, ziua în care au avut loc primele alegeri pentru Marea Adunare Națională. În 1959 denumirea a fost schimbată în Piața Unirii, la 100 de ani de la Unirea celor două principate.

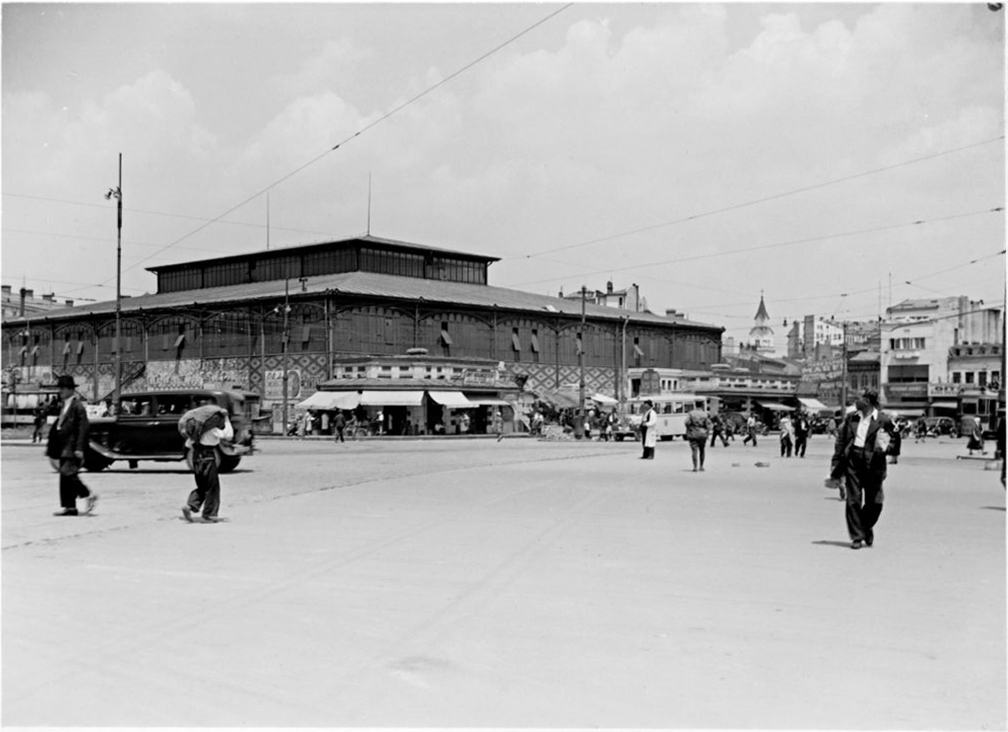
La începutul secolului al XX-lea
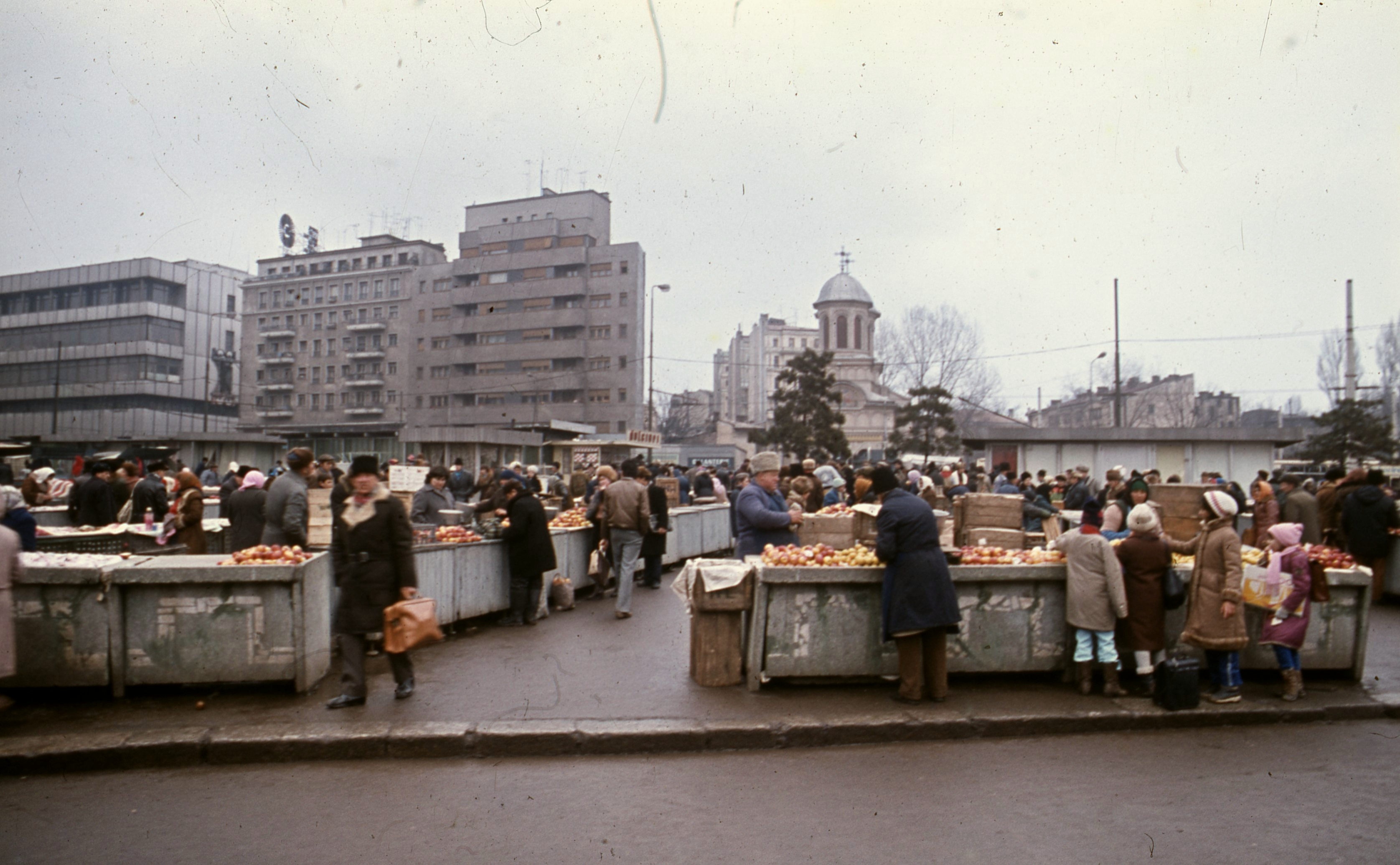
în 1986
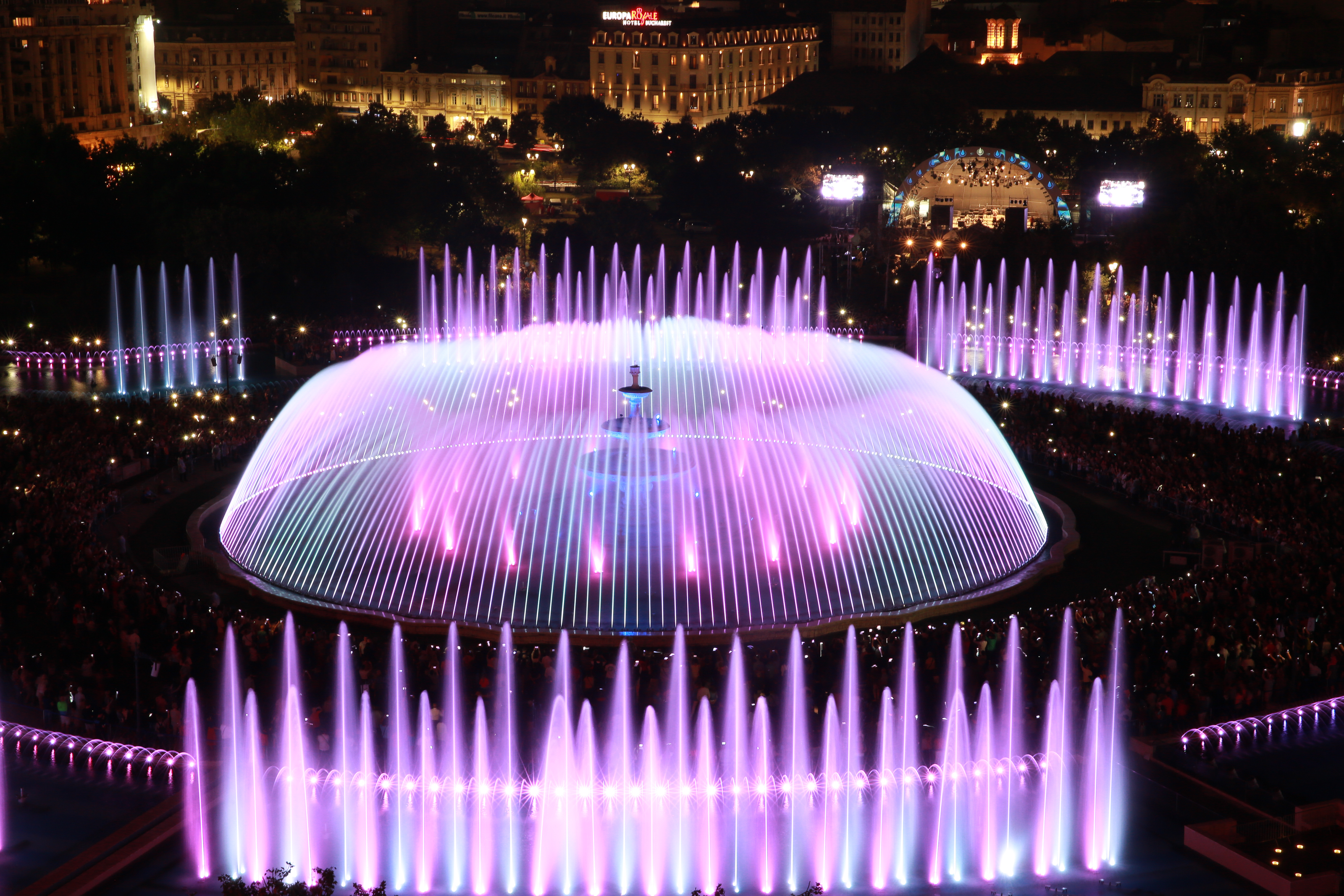
Fântânile din Piața Unirii